# Römpp Lexikon Chemie
La Römpp Lexikon Chemie est une encyclopédie allemande de chimie qui a été publiée pour la première fois sous forme imprimée en 1947 et est maintenant une encyclopédie en ligne, Römpp Online, publiée par Thieme (de) à Stuttgart. L'ouvrage en allemand comprend environ 62 000 mots-clés reliés par 210 000 références croisées, ainsi que plus de 14 500 formules structurelles et graphiques. C'est devenu un ouvrage de référence dans la littérature consacrée à la chimie.

## Débuts
La première édition de la Chemie-Lexikon, sous la direction de Hermann Römpp, fut publiée en 1947 par Franckh'schen Verlagshandlung Stuttgart. Römpp avait déjà eu l'idée d'un lexikon en 1938, lorsqu'il s'est rendu compte qu'il n'existait pas d'ouvrage de référence complet dans le domaine de la chimie dans les pays de langue allemande.
L'encyclopédie a d'abord été publiée en volumes individuels d'environ 80 pages et a été achevée au printemps 1948. Peu de temps après, Hermann Römpp commença à la réviser et à la développer, de sorte que la deuxième édition fut publiée en deux volumes dès 1950. Toutes les éditions écrites par Hermann Römpp et publiées par Franckh'schen Verlagshandlung Stuttgart sont énumérées ci-dessous.
| Édition | Année de publication | Volume | Nombre de mots clés |
| ------- | -------------------- | ------ | ------------------- |
| 1       | 1947                 | 1      | 07.700              |
| 2       | 1950                 | 2      | 12.000              |
| 3       | 1952                 | 2      | 15.000              |
| 4       | 1958                 | 2      | 24.700              |
| 5       | 1962                 | 3      | 28.850              |

Hermann Römpp fut le seul auteur pendant toutes ces années. En avril 1964, tandis qu'il travaillait à la sixième édition, il mourut des suites d'une longue maladie. Erhard Ühlein, qui était déjà en correspondance avec lui en tant qu'étudiant et avait été impliqué dans l'encyclopédie depuis la deuxième édition à travers ses suggestions et corrections, en prit alors la direction. En 1966, il acheva l'ouvrage, dont la plus grande partie avait déjà été rédigée par Römpp lui-même.
Peu après la publication de la sixième édition, Ühlein commença à travailler sur la prochaine édition. Mais en 1969, alors qu'il venait de réécrire 150 mots-clés, ce travail fut interrompu par son décès prématuré à l'âge de 44 ans.

## Septième et huitième éditions
En 1973, Otto-Albrecht Neumüller apporta son expérience de bibliothécaire et de documentariste à l'encyclopédie, en se basant sur un système d'index sur fiches pourvu d'environ 300 000 entrées.
Neumüller et son équipe s'étaient donné pour tâche de prolonger la sixième édition et de vérifier l'exactitude de tous les mots-clés. Cela permit d'intégrer de nouvelles découvertes telles que la théorie HMO, les quarks et les règles de Woodward–Hoffmann. De plus, il a fallu adapter les dénominations, les termes et les formules à la nomenclature de l'Union internationale de chimie pure et appliquée.
Les septième et huitième éditions sont en six volumes et contiennent chacune environ 40 000 mots-clés. La septième édition, publiée en 1977, a reçu le Prix littéraire du Fonds der Chemischen Industrie. 

## Rachat et changement de support
À partir de 1988, le Römpp est géré par la Georg Thieme Verlag, une maison d'édition scientifique allemande. À la place de la "petite rédaction" de Neumüller, une équipe de 32 auteurs, encadrés par les chimistes Jürgen Falbe et Manfred Regitz, reprend la rédaction de la neuvième édition qui est publiée en 1989.
Ce travail d'équipe a permis de mettre à jour toute l'encyclopédie en trois ans : en 1992, la neuvième édition élargie et nouvellement éditée était disponible dans son intégralité. En 1999, le dernier volume de la dixième édition en six volumes est publié. Il s'agit de la dernière édition papier de l'encyclopédie. À partir de là, une version électronique en a été proposée, d'abord sur CD-ROM et sur clé USB, et depuis 2002, en version en ligne, sous licence.